# Rigenerazione urbana

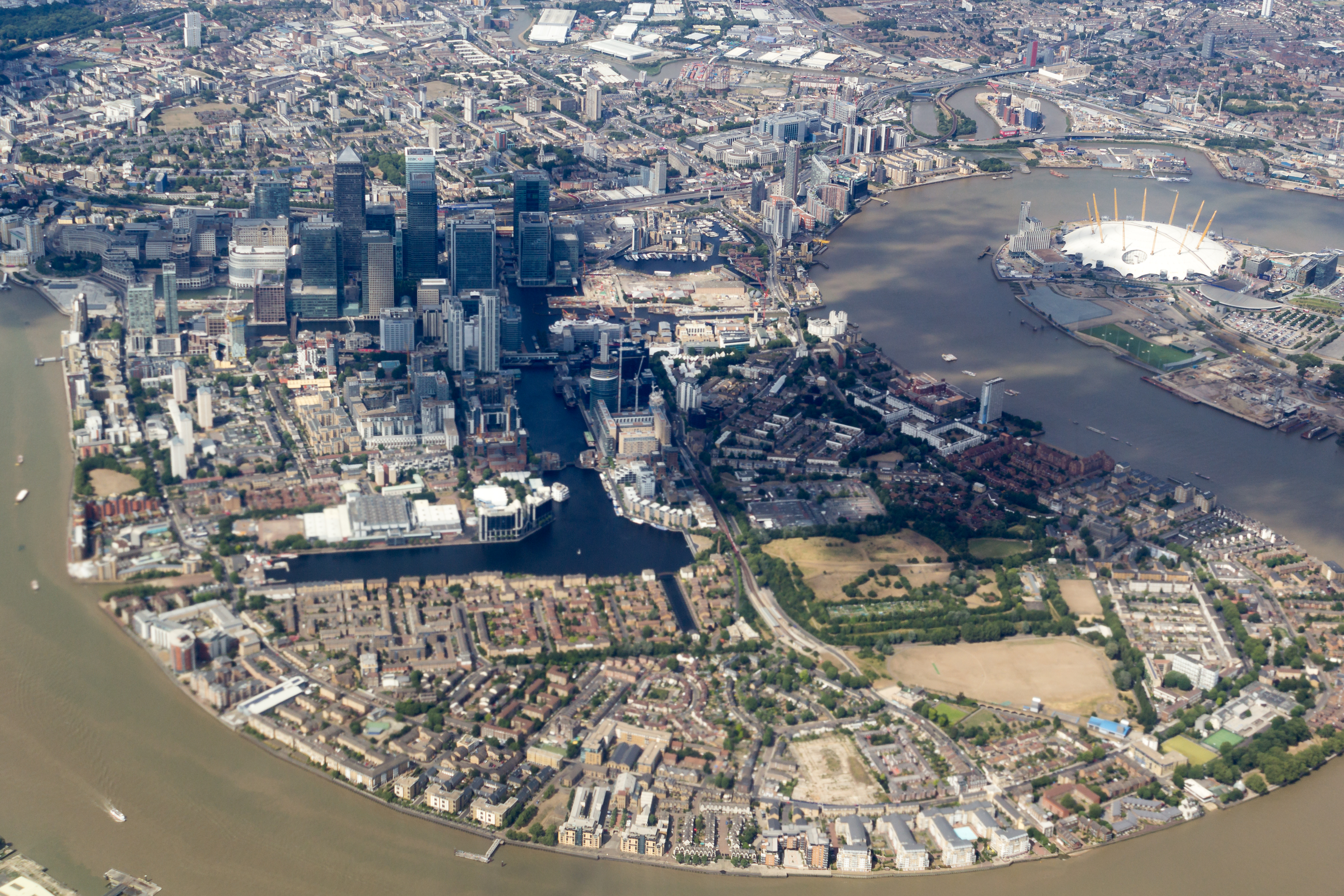
Le Docklands di Londra, una vasta area di bacini navali in disuso, dagli anni 1980 in poi sono state riconvertite in area commerciale e residenziale

Con rigenerazione urbana (Urban renewal in lingua inglese) si intende un programma di riqualificazione del territorio come rimedio al degrado urbano. Programmi del genere sono spesso svolti nelle periferie più degradate delle città, con interventi ecosostenibili finalizzati al miglioramento delle condizioni urbanistiche e socio-economiche, all'eliminazione delle baraccopoli e alla creazione di nuove abitazioni e imprese, cercando non di demolire, ma di far convivere vecchie e nuove strutture.
La rigenerazione urbana può estendersi anche ai villaggi rurali: ne sono un esempio le attività intraprese dal governo tedesco per valorizzare e migliorare le condizioni di vita delle comunità rurali, senza far sparire le loro radici identitarie.
Il rinnovamento urbano è stato oggetto nel corso degli anni di discussioni tra i sostenitori, che lo vedono come un motore economico e un meccanismo di rivitalizzazione di intere aree, e i critici, che pongono l'attenzione sui disagi che questi progetti, spesso molto ambiziosi, possono provocare alla popolazione e sulle relative conseguenze socio-economiche.

## Storia

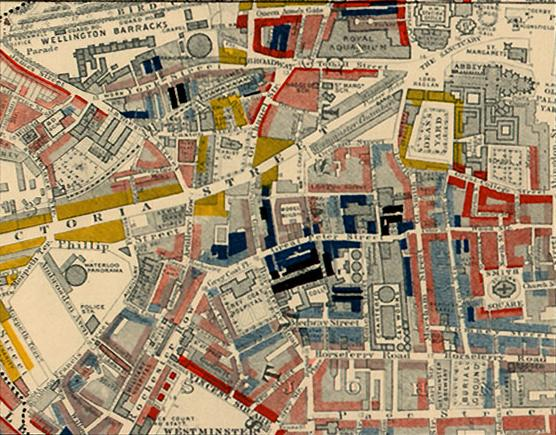
Particolare della Mappa dei colori della povertà di Charles Booth, che mostra Westminster nel 1889. Fu uno studio pionieristico sulla povertà sociale che scioccò la popolazione del tempo

Il concetto moderno di rigenerazione urbana nacque in Inghilterra in età vittoriana,come tentativo di soluzione alle pessime condizioni di vita nelle città causate dall'industrializzazione. Un fenomeno simile, ma nato da esigenze diverse, si ebbe nel 1853 in Francia, quando Napoleone III assunse il Barone Haussmann per la riqualificazione estetica di Parigi. Il processo ha avuto un enorme impatto nella storia delle città e sulla loro urbanistica.
In epoca moderna, la rigenerazione urbana di aree è una tecnica molto diffusa e utilizzata tra i Paesi sviluppati e quelli in via di sviluppo. Spesso viene attuata in occasione di eventi di rilevanza mondiale che hanno sede in queste nazioni.

## Paesi

### Argentina

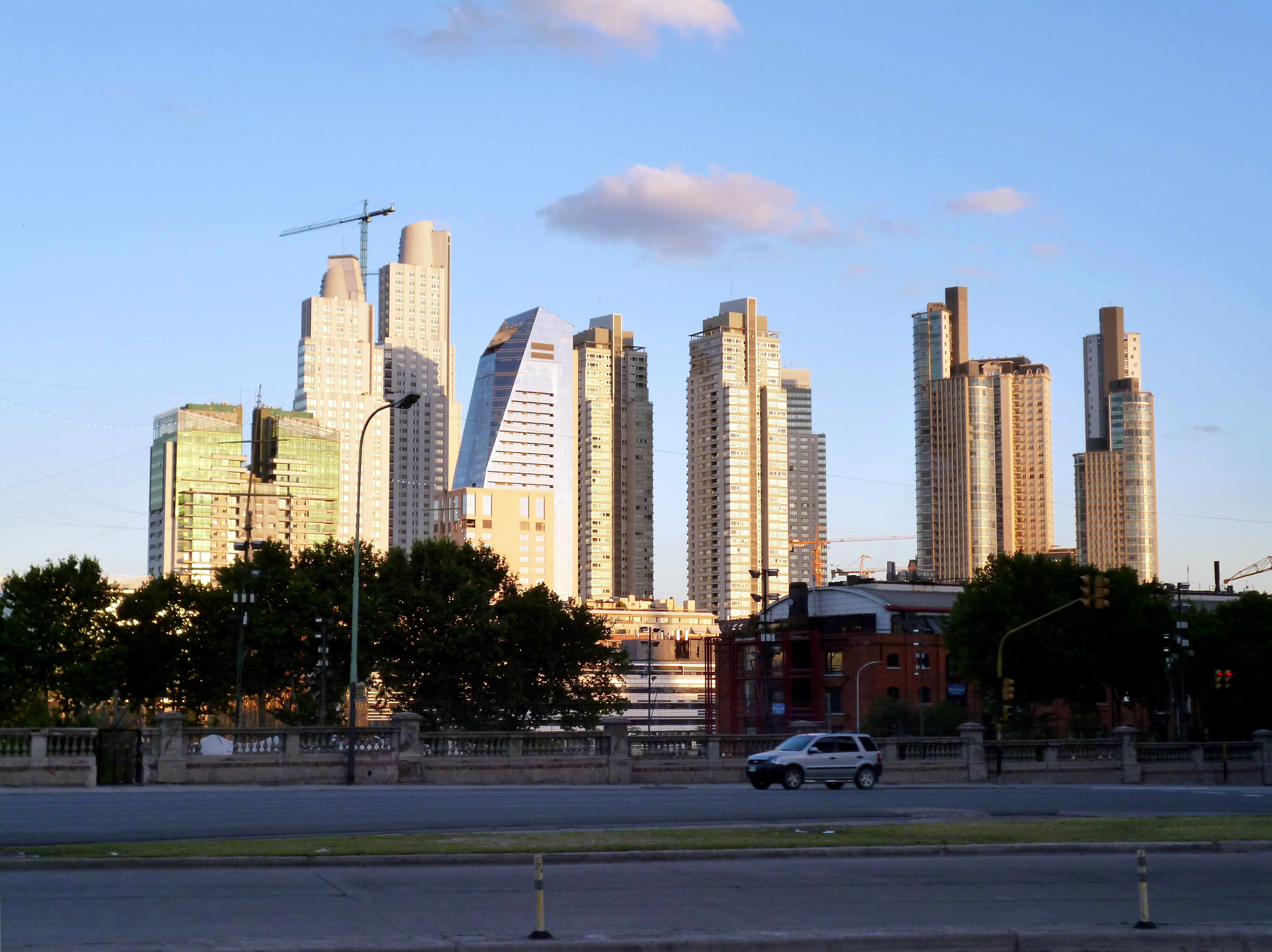
Vista di Puerto Madero

Uno dei più recenti interventi di rinnovamento urbano nel paese è Puerto Madero a Buenos Aires. Il progetto, approvato nel 1994, ha rivoluzionato un'area di 170 ettari, rendendo il barrio uno dei più ricchi e vari di tutta la capitale. I lavori sono stati fatti integrando le già presenti costruzioni ottocentesche. Per questo nella parte più antica è stato preferito limitarsi in altezza, con la creazione di piazze nei pressi delle chiuse per valorizzare i moli e l'arredo urbano in ghisa. Nella parte più recente, oltre ad edifici più alti e caratterizzati dall'uso del vetro, ci sono strutture di svago come alberghi, discoteche e parchi. La costruzione di cinque ponti ha favorito la viabilità nella zona, rendendola più accessibile e diminuendo il traffico con conseguente minore emissione di gas di scarico.

### Brasile

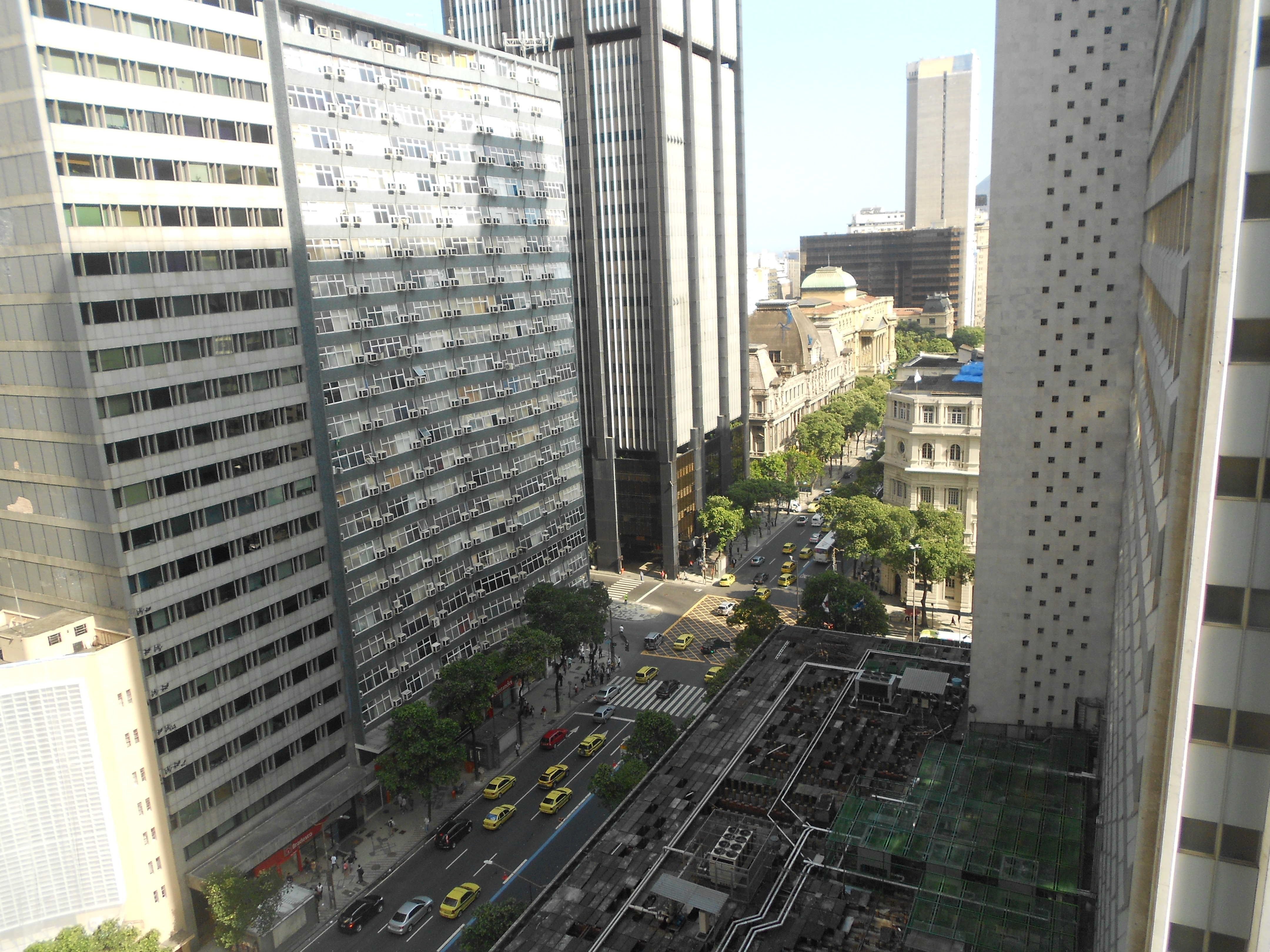
Palazzo di Avenida Rio Branco

In Brasile, il progetto Puerto Maravilha ha riguardato la città di Rio de Janeiro, in previsione dei Giochi della XXXI Olimpiade nel 2016. Il progetto, suddiviso in varie fasi, mira alla riqualificazione non solo della zona portuale, ma anche alla costruzione di nuovi edifici eco-sostenibili, come ad esempio il palazzo di Avenida Rio Branco, che, grazie alla cooperazione di varie aziende immobiliari (Natekko e Triptyque), è divenuto il primo palazzo in Brasile autosufficiente a livello energetico, mediante processi di rinnovamento ecologico noti come Retrofit Green. Grazie alle analisi condotte, è stato scelto di creare un edificio con la facciata a zig-zag, con frangisole e particolari tipi di vetro, per meglio sfruttare la ventilazione naturale. Ognuno dei ventuno piani è stato pensato in modo diverso, con terrazze verdi in modo da creare una foresta verticale, mentre ai lati l'ampio uso di pannelli fotovoltaici e di pile a combustibile, ha permesso l'autosufficienza energetica.

### Regno Unito
il concetto di rigenerazione urbana è nato nel Regno Unito ed è sempre stato portato avanti fin dal diciannovesimo secolo. Ne è la prova il caso del quartiere di Westminster, nella parte est di Londra, che intorno al 1850, era una delle baraccopoli più degradate della Londra industriale. Questo progetto venne finanziato principalmente da George Peabody e dal suo Peabody Trust. Il Trust non si limitava alla fornitura di alloggi ma i primi amministratori decisero che una parte dei fondi,(inizialmente 150.000 sterline, poi aumentate a 500.000) sarebbe stata destinata alla fornitura di "abitazioni economiche, pulite, ben drenate e salubri per i poveri", un prototipo dei moderni condomini. In particolare, l'attenzione di Peabody si rivolse alle aree di Old Pye Street, St. Ann Street e Duck Lan, zone così degradate da essere chiamate dallo scrittore Charles Dickens ‘Devil’s Acre’, terre del diavolo.

#### Abbey Orchard Street Estate

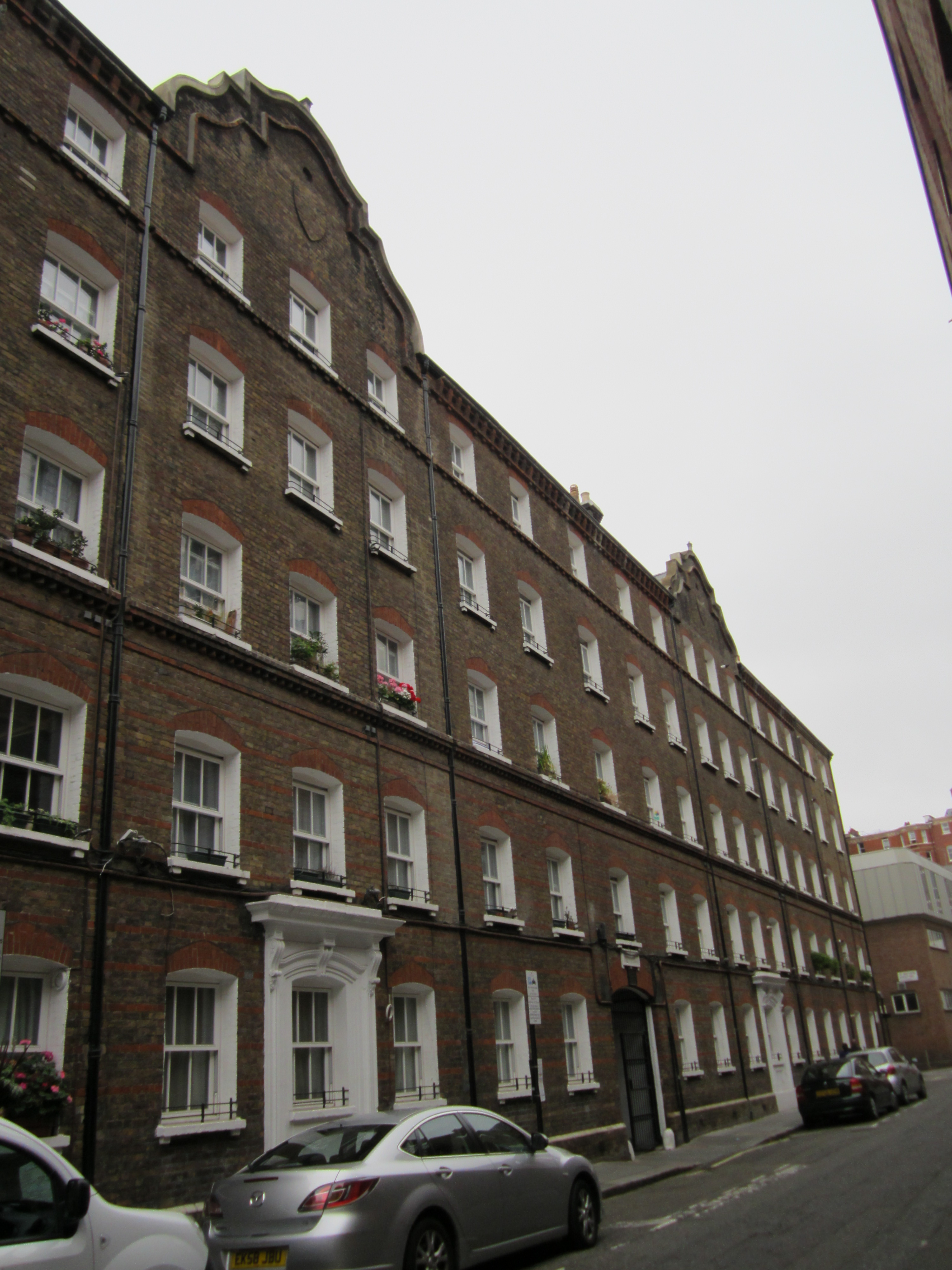
The Abbey Orchard Estate, Old Pye Street, Londra. Progettato da Henry Darbishire, costruito dal Peabody Trust nel 1882

Il progetto dell'architetto Henry Darbshire fu realizzato nel 1882 sui terreni paludosi bonificati all'angolo tra Old Pye Street e Abbey Orchard Street. Come molti dei complessi residenziali, l'Abbey Orchard Estate è stata costruita seguendo il concetto del piano quadrato e consiste di due diversi elementi. La parte settentrionale è formata da nove edifici attaccati di sei piani ciascuno, 
con intorno un cortile adibito ad area ricreativa, per creare una comunità tra gli abitanti dei palazzi. La parte meridionale del complesso è un lungo rettangolo diviso in tre blocchi di edifici, simile alla parte a nord. I blocchi di appartamenti vennero costruiti utilizzando mattoni di alta qualità e includono elementi architettonici come vetri, infissi e vari accessori. Le proprietà costruite nella zona all'epoca erano considerate abitazioni modello e comprendevano servizi di lavanderia e sanitari condivisi, innovativi all'epoca, e caminetti in alcune camere da letto.

#### Olimpiadi di Londra

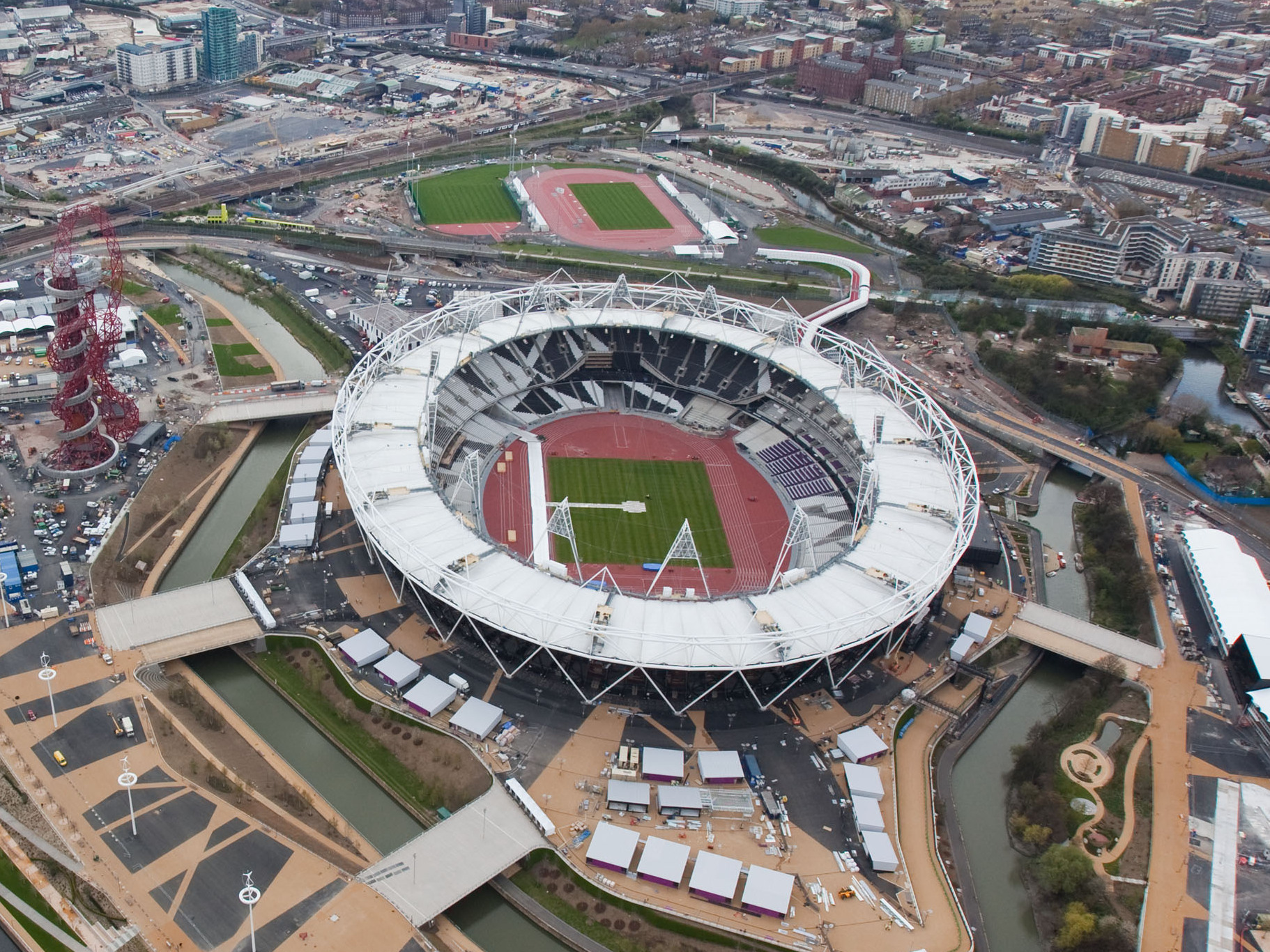
Il London Stadium

Un esempio più recente di rigenerazione urbana che ha investito la città di Londra sono stati i Giochi della XXX Olimpiade del 2012. Questo evento, oltre a dare rilevanza alla capitale, è stato importante dal punto di vista della progettazione urbana. 
Il parco olimpico, chiamato Queen Elizabeth Olympic Park in onore di Elisabetta II, venne costruito nella zona est della città, storicamente più povera, per riqualificarla.
A differenza di altre città, come Torino o Atene, che dopo aver ospitato le Olimpiadi hanno avuto problemi nel riconvertire il villaggio olimpico, a Londra il grande parco è diventato un nuovo punto di attrazione della capitale, mentre altri impianti sono stati riconvertiti in abitazioni, contribuendo all' afflusso di persone nella zona. Lo stadio, che ha ospitato le cerimonie di apertura e chiusura dei giochi, oltre alle gare di atletica, è stato riutilizzato dalla squadra di calcio del West Ham United, ed anche l'Acquatics Center e il Velopark si sono ritrasformati in luoghi aperti al pubblico. Le Olimpiadi di Londra, oltre a numerosi edifici, hanno anche lasciato alla città una nuova stazione ferroviaria (Stazione di Stratford International), situata a metà del Parco mentre migliaia di posti di lavoro temporanei hanno favorito il rapido sviluppo economico dell'intera zona.

### Italia
In ambito italiano, solo negli ultimi anni il concetto di rigenerazione urbana ha assunto un significato «che obbliga ad andare oltre le più frequentate e note nozioni di ‘recupero’, ‘riuso’ e anche ‘riqualificazione’, intesa questa ultima come un’azione, pubblica e/o privata, che determina un accrescimento di valori economici, culturali, sociali in un contesto urbano o territoriale esistente», avvicinandosi sempre più al modello anglosassone. Un esempio è la legge regionale 29 luglio 2008, nr. 21, della Regione Puglia, Norme per la rigenerazione urbana, che recita: «La Regione Puglia con la presente legge promuove la rigenerazione di parti di città e sistemi urbani in coerenza con strategie comunali e intercomunali finalizzate al miglioramento delle condizioni urbanistiche, abitative, socio-economiche, ambientali e culturali degli insediamenti umani e mediante strumenti di intervento elaborati con il coinvolgimento degli abitanti e di soggetti pubblici e privati interessati».
La Regione Lombardia, a sua volta, ha approvato la Legge regionale 26 novembre 2019 - n. 18 “Misure di semplificazione e incentivazione per la rigenerazione urbana e territoriale, nonché per il recupero del patrimonio edilizio esistente. Modifiche e integrazioni alla legge regionale 11 marzo 2005, n. 12 (Legge per il governo del territorio) e ad altre leggi regionali”.
Questa legge definisce all’art. 2 la rigenerazione urbana come “l’insieme coordinato di interventi urbanistico-edilizi e di iniziative sociali che possono includere la sostituzione, il riuso, la riqualificazione dell’ambiente costruito e la riorganizzazione dell’assetto urbano attraverso il recupero delle aree degradate, sottoutilizzate o anche dismesse, nonché attraverso la realizzazione e gestione di attrezzature, infrastrutture, spazi verdi e servizi e il recupero o il potenziamento di quelli esistenti, in un’ottica di sostenibilità e di resilienza ambientale e sociale, di innovazione tecnologica e di incremento della biodiversità dell’ambiente urbano” inserendo inoltre le iniziative sociali come fattori di rigenerazione urbana e le azioni di sostenibilità e di innovazione tecnologica tra gli strumenti da utilizzare.
La stessa norma introduce diverse premialità per chi costruisce, legate non solamente alle finalità sociali della rigenerazione, ma anche alle modalità attuative con le quali si realizzano gli interventi. In particolare, l’aumento dell’indice di edificabilità è riconosciuto all’art. 3 anche quando si applicano “sistemi integrati di sicurezza e di processi di gestione dei rischi dei cantieri, basati sulla tracciabilità e sulle attività di controllo, con particolare riferimento al movimento terra e alla tracciabilità dei rifiuti, che si basino su tecnologie avanzate”, tra cui la geolocalizzazione, la videosorveglianza e la protezione perimetrale per prevenire il “rischio di reato nel corso di tutte le fasi dei cantieri”.
Al di là delle norme, la rigenerazione urbana non è ancora una prassi assodata in Italia basti vedere i crescenti valori di consumo di suolo in atto. 
In epoca moderna la storia del rinnovamento urbano in Italia può essere divisa in tre fasi:
- la prima fase ha avuto inizio intorno agli anni '70 ed ha avuto come elemento cardine la riqualificazione del centro storico come voglia di riaffermare un'identità locale nelle diverse città.
- Nella seconda fase (fine anni '80) l'attenzione fu spostata nel recupero delle aree dismesse. L'ingrandimento delle città e il conseguente spostamento verso la periferia di attività lavorative, industrie, stazioni ferroviarie ma anche aree demaniali e case avevano reso necessario il reimpiego di ampie zone al di fuori del centro abitato.
- L'ultimo ciclo, attualmente in fase di realizzazione, comprende non solo un miglioramento a livello architettonico dei quartieri residenziali costruiti nella seconda metà del '900, e lasciati in degrado per molto tempo, ma anche una serie di piani di mobilità sostenibile per una maggiore integrazione sociale ed urbanistica con il resto dell'ambiente urbano. Si tratta di processi che non investono solo le grandi città italiane ma anche realtà più piccole.

Le ultime tendenze sono legate a potenziare attraverso i progetti di rigenerazione urbana anche il tessuto sociale delle città. La dimensione di partecipazione è centrale per favorire il radicamento degli interventi. In alcuni casi, come per la città di Reggio Emilia sono state previste delle figure specifiche per lavorare sulla costruzione collaborativa del progetto.

#### Milano

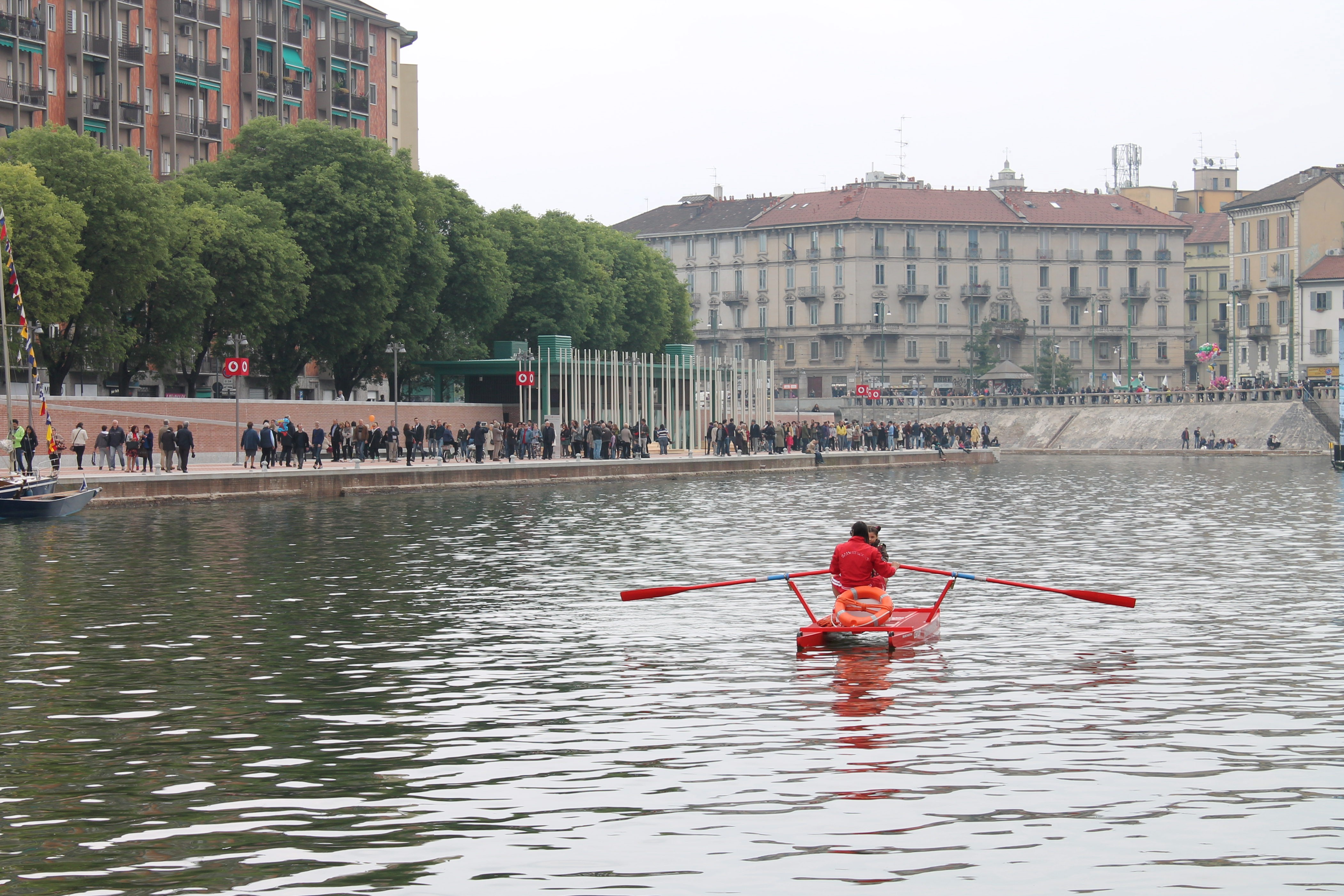
Darsena Nuova a Milano

Uno degli esempi più recenti di rigenerazione urbana in Italia è Milano, che in occasione dell'Expo 2015 ha rinnovato e riaperto vari luoghi simbolo, come la Darsena, riaperta al pubblico il 26 aprile 2015. L'intervento ha compreso la trasformazione di Piazza XXIV Maggio in una grande area pedonale, la creazione di uno specchio d'acqua navigabile e un nuovo mercato; inoltre è stata effettuata anche la riapertura del canale del Ticinello, interrato nel 1930, e la restaurazione di due ponti: il ponte delle Gabelle, a tre arcate, del '500, e un ponte risalente al '700.
Un altro progetto importante, vincitore del MIPIM Awards 2018 nella categoria Best Urban Regeneration Project, è il progetto di riqualificazione di Porta Nuova. 
Si tratta di progetti controversi in termini di impatto sociale, poiché secondo alcuni potrebbero incentivare forme di gentrificazione urbana. 
Altri approcci sperimentati in città assumono caratteri di agopuntura urbana con micro interventi di rigenerazione concentrati sulla costruzione di comunità e la creazioni di spazi pubblici come il programma Piazze aperte e Reaction dedicato all'edilizia residenziale pubblica.

### Singapore

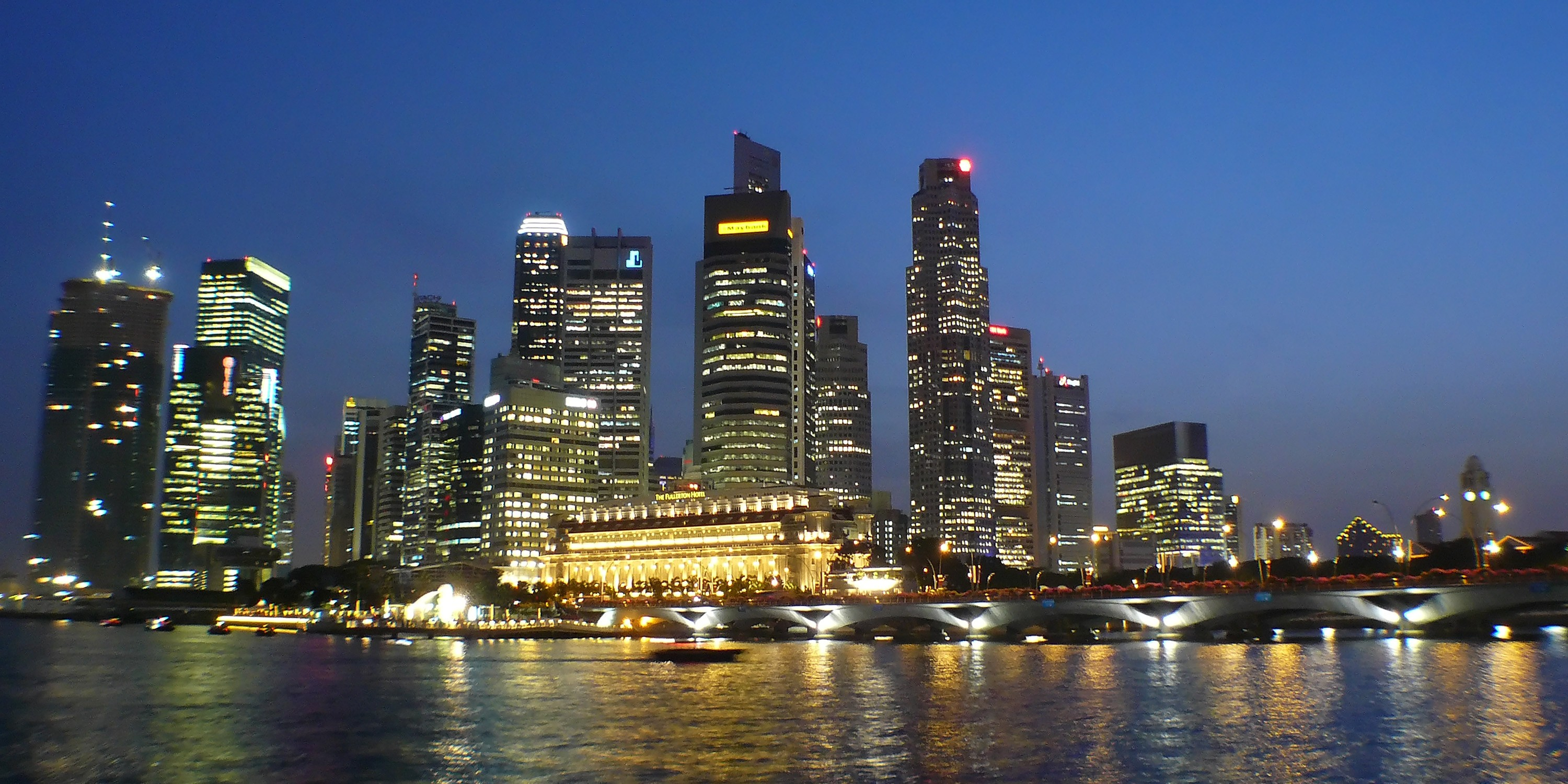
Golden Shoe Area

Singapore è un caso particolare di rinnovamento urbano, in quanto è una città-Stato. Ottenuta l'autonomia governativa nel 1959, la repubblica doveva affrontare il problema della mancanza di abitazioni, dovuta non solo alle distruzioni avvenute nella Seconda guerra mondiale, ma anche ad un boom di natalità e un gran flusso di immigrazione, soprattutto dalla Malesia peninsulare. Grazie al supporto delle Nazioni Unite, nel corso degli anni '60 furono varati due nuovi apparati, il Planning Department e l'Housing and Development Board (HDB), che uniti ad una serie di legislazioni, come il Land Acquisition Act (1966), contribuirono alla nascita di un progetto con base governativa di rigenerazione della città. Dopo aver creato il programma di edilizia urbana, il governo cominciò ad occuparsi della rigenerazione vera e propria e creò nel 1964 l'Unità di Rinnovamento Urbano. Tuttavia il nuovo governo dovette affrontare le resistenze della popolazione che viveva nelle baraccopoli, restia ad essere ricollocata altrove.

#### Golden Shoe
Con la creazione del Mercato del dollaro asiatico nel 1968, uno dei primi progetti vide protagonista l'area Golden Shoe, concepita come il nuovo cuore commerciale del settore finanziario di Singapore. Nonostante il coinvolgimento statale, fu il settore privato che assunse un ruolo di primo piano nel rinnovamento dell'area, che permise a Singapore di avere una grande crescita nel settore commerciale e di affacciarsi sempre più nell'economia mondiale.
Con il completamento dell'area, gli sforzi del governo furono mirati al fiume Singapore; furono attuate opere di bonifica come tentativo di diminuire l'impatto negativo delle pessime condizioni ambientali sull'immagine della città-stato, così come per mettere in risalto l'importanza storica del fiume.

#### Marina Bay
Il rinnovamento di questa baia, che si estende tra il fiume e la Golden Shoe, è diventato negli ultimi anni un'icona delle ambizioni di Singapore come città globale. La zona non ospita solo attività economiche, ma anche alberghi, casinò, concerti e dal 2008 è tappa del Campionato mondiale piloti di Formula 1.

### Stati Uniti
Negli Stati Uniti d'America la rigenerazione urbana è stata un fenomeno molto importante e controverso, che ha molto caratterizzato la storia del paese. Dopo la fine della Seconda guerra mondiale, il governo americano varò nel 1949 l'Housing Act, che offriva prestiti federali a progetti di riqualificazione locale per l'acquisto e la bonifica delle aree degradate da vendere a compratori privati secondo un piano prestabilito. "Nel momento in cui i nuovi finanziamenti per il programma terminarono nel 1974, le autorità locali avevano ricevuto il sostegno federale per oltre 2.100 progetti di rinnovamento urbano con sovvenzioni per circa 53 miliardi di dollari (nel 2009) e somme più piccole per attività connesse". Nonostante queste misure, ci furono difficoltà nel gestire la crescita urbana e la modernizzazione, bilanciando le richieste di diritti di proprietà individuali e alloggi per i meno abbienti con il mantenimento del patrimonio storico, a causa di metodi di riqualificazione piuttosto controversi e non in linea con i parametri standard che una rigenerazione urbana deve avere.
Anche alcuni analisti dell'epoca danno una visione negativa dell'uso pratico che è stato fatto del processo, denunciando l'impatto catastrofico che la manovra ebbe sui residenti più poveri delle diverse città, che venivano sfrattati dalle baraccopoli ma, non avendo nuove abitazioni dove andare, erano costretti a vivere in condizioni sempre peggiori lontano dall'area urbana.

#### South Bronx

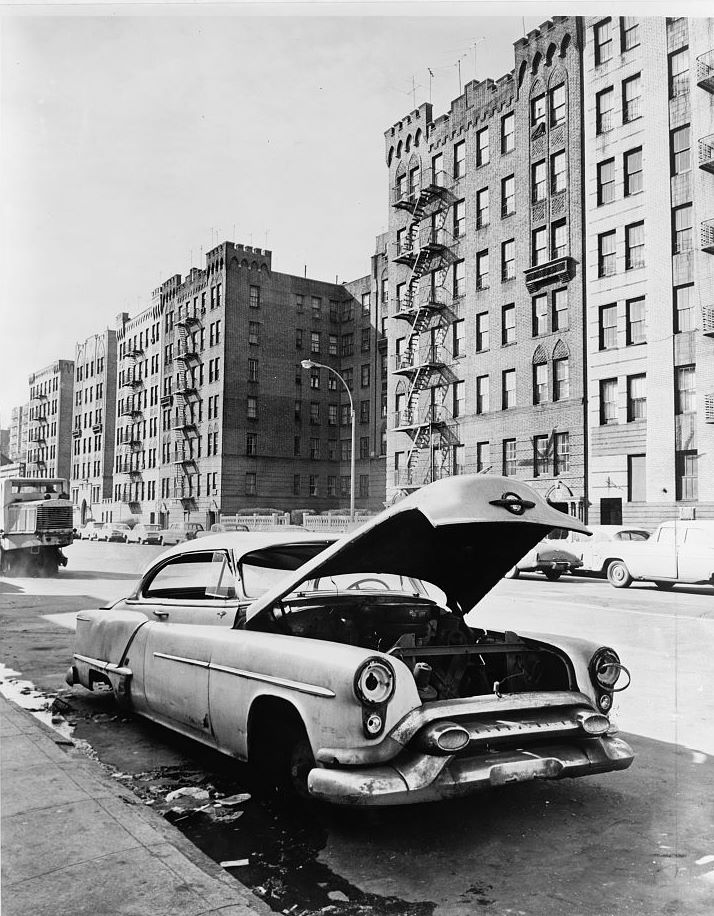
Macombs Road, 1964 circa

Un esempio famoso è quello del quartiere South Bronx a New York. Con le nuove disposizioni sul rinnovamento urbano la povertà e le lotte razziali furono accresciute dalla fuga verso la periferia, dalla crescente criminalità in quartieri separati e dalle tensioni sociali tra gruppi di immigrati. Il South Bronx stava diventando sempre più instabile e trascurato. Agli inizi degli anni '60, il quartiere era per due terzi abitato da immigrati ispanici e neri. I primi anni settanta videro il patrimonio immobiliare deprezzarsi sempre più, con sempre meno gente disposta ad abitare un quartiere così devastato con miseria, analfabetismo e delinquenza. A peggiorare le cose diversi edifici abitativi rimasero abbandonati e furono preda di gang di strada all'epoca in forte espansione grazie allo spaccio di droga nella zona. Agli inizi degli anni '80 la situazione migliorò, grazie ad interventi paralleli tra politica e volontariato. Queste manovre col tempo rivitalizzarono il quartiere, abbattendo la criminalità e rendendo la zona nuovamente appetibile e valorizzata.

#### Las Vegas
La città di Las Vegas, capitale del divertimento, dello shopping e del gioco d'azzardo, ha deciso di rivitalizzarsi attraverso ampi progetti. Uno di questi è il Vegas Downtown Project, che mira ad attirare fasce di turisti sempre più giovani. Il Downtown Project, guidato da Tony Hsieh, mira a raccogliere dentro di sé più di trecento aziende, ampliando la già vasta area centrale.